# Organización territorial de Baréin
Baréin es un estado unitario que se subdivide en cuatro gobernaciones (muhafazat), y cada una de ellas en distritos electorales (constituencies).

## Divisiones administrativas

### Gobernaciones

Gobernaciones de Baréin desde 2014.

En la actualidad Baréin está dividido en cuatro gobernaciones:
| Nombre árabe | Nombre   | Población | Área (km2) | Mapa | Ref.  |
| ------------ | -------- | --------- | ---------- | ---- | ----- |
| العاصمة      | Capital  | 547 983   | 75,4       |      | [ 2 ] |
| الشمالية     | Norte    | 342 315   | 146        |      | [ 2 ] |
| الجنوبية     | Sur      | 287 434   | 485        |      | [ 2 ] |
| المحرق       | Muharraq | 245 994   | 64,8       |      | [ 2 ] |

### Distritos electorales
Cada gobernación se divide en un número específico de distritos electorales para la elección del Consejo de Representantes del país. Cada distrito electoral se enumera como área 1, área 2, etc. Las elecciones se llevan a cabo en estos distritos electorales cada cuatro años, y cada distrito electoral elige a un miembro. La elección más reciente fue la elección general de Baréin de 2018. Solo los ciudadanos de Baréin tienen derecho a presentarse y votar en las elecciones.

## Historia

Municipalidades de Baréin hasta 2002.

En 1960 Baréin se dividía en cuatro municipios: Al Hadd, Al Manamah, Al Muharraq, y Ar Rifa.
Tras ganar su independencia en 1971 el reino de dividió en seis municipios, que hasta la década de 1990 fue incrementándose hasta llegar a un total de 12. En 1991 estas entidades fueron denominadas regiones.
Hasta el 3 de julio de 2002 estuvo dividido en once municipios: (1) Al Hadd, (2) Al Manamah, (3) Al Mintaqah al Gharbiyah, (4) Al Mintaqah al Wusta, (5) Al Mintaqah al Shamaliyah, (6) Al Muharraq, (7) Riffa, (8) Jidd Haffs, (9) Madinat Hamad (fusionado con Riffa en 1991), (10) Madinat 'Isa, (11) Juzur Hawar y (12) Sitrah.
Entre 2002 y 2014, el reino estaba dividido en cinco gobernaciones, año en el cual la Gobernación Central fue abolida y su territorio repartido entre las de la Capital, Norte y Sur:

Gobernaciones de Baréin de 2002 a 2014.

| Nombre árabe | Nombre   | Población | Mapa | Ref.  |
| ------------ | -------- | --------- | ---- | ----- |
| العاصمة      | Capital  | 329 510   |      | [ 2 ] |
| الشمالية     | Norte    | 276 949   |      | [ 2 ] |
| الجنوبية     | Sur      | 101 456   |      | [ 2 ] |
| المحرق       | Muharraq | 189 114   |      | [ 2 ] |
| الوسطى       | Central  | 326 305   |      | [ 2 ] |